# Lemniskatische Konstante
Die lemniskatische Konstante ist eine 1798 von Carl Friedrich Gauß eingeführte mathematische Konstante. Sie ist definiert als der Wert des elliptischen Integrals
{\displaystyle \varpi =2\int _{0}^{1}{\frac {\mathrm {d} t}{\sqrt {1-t^{4}}}}} = 2,62205 75542 92119 81046 48395 89891 11941 36827 54951 43162 … (Folge A062539 in OEIS)
und tritt bei der Berechnung der Bogenlänge der gesamten Lemniskate von Bernoulli auf. Derzeit (Stand: 17. Mai 2025) sind 2.000.000.000.050 Nachkommastellen der lemniskatischen Konstante bekannt. Sie wurden von Lorenz Milla berechnet.

## Bezeichnung

Die lemniskatische Konstante ist das Verhältnis des Umfangs zum maximalen Durchmesser bei der Lemniskate von Bernoulli.

Gauß wählte für die lemniskatische Konstante bewusst die griechische Minuskel {\displaystyle \varpi } (gesprochen: Skript-Pi oder Varpi), eine alternative Schreibweise von {\displaystyle \pi }, um an die Analogie zum Kreis mit seinem halben Umfang
{\displaystyle \pi =2\int _{0}^{1}{\frac {\mathrm {d} t}{\sqrt {1-t^{2}}}}}
zu erinnern. Den Ursprung dieser Bezeichnung bei Gauß klärte vermutlich zuerst Ludwig Schlesinger auf: Zunächst verwendete Gauß zur Bezeichnung der lemniskatischen Periode das Zeichen {\displaystyle \Pi }, und ab Juli 1798 verwendete er für diese Größe konsequent {\displaystyle {\tfrac {\varpi }{2}}}.
Im Englischen findet sich für die Minuskel {\displaystyle \varpi } auch die (irreführende) Bezeichnung pomega, ein Kofferwort aus den Buchstabennamen für π und ω.
Im englischen Sprachraum wird
{\displaystyle G=\varpi /\pi } = 0,83462 68416 74073 18628 14297 32799 04680 89939 93013 49034 … (Folge A014549 in OEIS)
als Gaußkonstante bezeichnet.

## Herleitung der Integraldefinition
Folgende kartesische Koordinatengleichung ist für die Lemniskate von Bernoulli mit der Brennweite f gültig:
{\displaystyle (x^{2}+y^{2})^{2}=2f^{2}(x^{2}-y^{2})}
Daraus resultiert nachfolgende Parametergleichung für die Lemniskate mit dieser Brennweite:
{\displaystyle x(t)={\frac {{\sqrt {2}}f\sin(t)}{\cos(t)^{2}+1}}\quad \cap \quad y(t)={\frac {{\sqrt {2}}f\sin(t)\cos(t)}{\cos(t)^{2}+1}}\quad {\text{ mit }}\ 0\leq t<2\pi }
Für das gegebene Intervall von t wird die gesamte Kurve der Lemniskate genau einmal parametrisiert. Der Umfang wird durch Integration von denselben Grenzen für t von der Pythagoräischen Summe der ersten Ableitungen bezüglich t berechnet:
{\displaystyle {\begin{aligned}U&=\int _{0}^{2\pi }{\sqrt {{\biggl (}{\frac {\mathrm {d} }{\mathrm {d} t}}x(t){\biggr )}^{2}+{\biggl (}{\frac {\mathrm {d} }{\mathrm {d} t}}y(t){\biggr )}^{2}}}\ \mathrm {d} t\\&=\int _{0}^{2\pi }{\sqrt {{\biggl (}{\frac {\mathrm {d} }{\mathrm {d} t}}\cdot {\frac {{\sqrt {2}}f\sin(t)}{\cos(t)^{2}+1}}{\biggr )}^{2}+{\biggl (}{\frac {\mathrm {d} }{\mathrm {d} t}}\cdot {\frac {{\sqrt {2}}f\sin(t)\cos(t)}{\cos(t)^{2}+1}}{\biggr )}^{2}}}\ \mathrm {d} t\\&=\int _{0}^{2\pi }{\sqrt {{\biggl (}{\frac {{\sqrt {2}}f\cos(t)[3-\cos(t)^{2}]}{[\cos(t)^{2}+1]^{2}}}{\biggr )}^{2}+{\biggl (}{\frac {{\sqrt {2}}f[3\cos(t)^{2}-1]}{[\cos(t)^{2}+1]^{2}}}{\biggr )}^{2}}}\ \mathrm {d} t\\&=\int _{0}^{2\pi }{\frac {{\sqrt {2}}f}{\sqrt {\cos(t)^{2}+1}}}\ \mathrm {d} t=4\int _{0}^{\pi /2}{\frac {{\sqrt {2}}f}{\sqrt {\cos(t)^{2}+1}}}\ \mathrm {d} t=4\int _{0}^{\pi /2}{\frac {{\sqrt {2}}f}{\sqrt {\sin(t)^{2}+1}}}\ \mathrm {d} t\\&=4\int _{0}^{1}{\biggl [}{\frac {\mathrm {d} }{\mathrm {d} x}}\arcsin(x){\biggr ]}{\frac {{\sqrt {2}}f}{\sqrt {1+x^{2}}}}\ \mathrm {d} x=4\int _{0}^{1}{\frac {{\sqrt {2}}f}{\sqrt {1-x^{4}}}}\ \mathrm {d} x\end{aligned}}}
Der maximale Durchmesser der Lemniskate von Bernoulli beträgt {\displaystyle 2{\sqrt {2}}f} und die lemniskatische Konstante ist als Quotient des Vollumfangs dividiert durch den maximalen Durchmesser definiert:
{\displaystyle \varpi ={\frac {U}{2{\sqrt {2}}f}}=2\int _{0}^{1}{\frac {1}{\sqrt {1-x^{4}}}}\,\mathrm {d} x}

## Eigenschaften

### Eulersche Betafunktion
Mit der Eulerschen Betafunktion {\displaystyle \mathrm {B} } und der Gammafunktion {\displaystyle \Gamma } gilt
{\displaystyle \varpi ={\tfrac {1}{4}}{\sqrt {2}}\,\mathrm {B} ({\tfrac {1}{4}},{\tfrac {1}{4}})={\tfrac {1}{2}}\,\mathrm {B} ({\tfrac {1}{4}},{\tfrac {1}{2}})=\Gamma ({\tfrac {1}{4}})^{2}/{\bigl (}2{\sqrt {2\pi }}{\bigr )}.}
Deswegen gilt auch das Folgende:
{\displaystyle \int _{0}^{\infty }e^{-x^{4}}\mathrm {d} x={\frac {{\sqrt[{4}]{\pi }}\cdot {\sqrt {\varpi }}}{2\cdot {\sqrt[{4}]{2}}}}}

### Dirichletsche Betafunktion
Ebenso kann die lemniskatische Konstante mit der Ableitung der Dirichletschen Betafunktion auf folgende zwei Weisen dargestellt werden:
{\displaystyle \varpi =\pi ^{1/2}\exp {\bigl [}\beta '(0){\bigr ]}}
{\displaystyle \varpi =2^{-1/2}\pi \exp \left[{\frac {1}{2}}\,\gamma -{\frac {2}{\pi }}\beta '(1)\right]}
Das Kürzel {\displaystyle \gamma } drückt hierbei die Euler-Mascheroni-Konstante aus.
Dabei gilt nach der Abel-Plana-Formeldefinition für die Dirichletsche Betafunktion:
{\displaystyle \beta (x)={\frac {1}{2}}+\int _{0}^{\infty }{\frac {\sin[x\arctan(y)]}{2\,(y^{2}+1)^{x/2}}}\operatorname {csch} {\bigl (}{\frac {\pi }{2}}\,y{\bigr )}\,\mathrm {d} y}
Und somit gilt für die Ableitung der Dirichletschen Betafunktion:
{\displaystyle \beta '(x)=\int _{0}^{\infty }{\frac {2\arctan(y)\cos[x\arctan(y)]-\ln(y^{2}+1)\sin[x\arctan(y)]}{4\,(y^{2}+1)^{x/2}}}\operatorname {csch} {\bigl (}{\frac {\pi }{2}}\,y{\bigr )}\,\mathrm {d} y}

### Unendliche Summen
Gauß fand die Beziehung
{\displaystyle \varpi =\pi /\operatorname {agm} (1;{\sqrt {2}})}
mit dem arithmetisch-geometrischen Mittel agm und gab auch eine schnell konvergierende Reihe
{\displaystyle \varpi ={\frac {\pi }{\sqrt {2}}}\sum _{k=0}^{\infty }{\binom {2k}{k}}^{\!2}{\frac {1}{2^{5k}}}}
mit Summanden der Größenordnung {\displaystyle {\frac {1}{k2^{k}}}} an.
Außerdem erkannte Carl Friedrich Gauß folgenden Zusammenhang:
{\displaystyle \varpi =4\operatorname {arcsl} ({\tfrac {1}{2}})+2\operatorname {arcsl} ({\tfrac {7}{23}})}
{\displaystyle \varpi =\sum _{k=0}^{\infty }{\binom {2k}{k}}{\frac {1}{4^{k}(4k+1)}}{\biggl [}4\left({\frac {1}{2}}\right)^{4k+1}+2\left({\frac {7}{23}}\right)^{4k+1}{\biggr ]}}
Dabei wird mit {\displaystyle \operatorname {arcsl} } der Lemniskatische Arkussinus ausgedrückt.
Weitere Arcussinus-Lemniscatus-Summen von diesem Schema können so erzeugt werden:
{\displaystyle \varpi =4\operatorname {arcsl} (a)+2\operatorname {arcsl} \{\tan[{\tfrac {1}{4}}\pi -2\arctan(a^{2})]\}} mit {\displaystyle 0\leq a\leq 1}
Die Auswertung
{\displaystyle \varpi =2\sum _{k=0}^{\infty }{\binom {2k}{k}}{\frac {1}{(4k+1)2^{2k}}}}
des elliptischen Integrals ergibt eine ähnliche Reihe, die jedoch sehr viel langsamer konvergiert, da die Glieder von der Größenordnung {\displaystyle {\frac {1}{k^{3/2}}}} sind. Sehr schnell konvergiert die Reihe in
{\displaystyle \varpi =\pi {\biggl [}\sum _{k=-\infty }^{\infty }(-1)^{k}\,e^{-\pi k^{2}}{\biggr ]}^{2}={\frac {\pi }{\sqrt {2}}}{\biggl [}\sum _{k=-\infty }^{\infty }\,e^{-\pi k^{2}}{\biggr ]}^{2}}
mit Summanden der Größenordnung {\displaystyle e^{-\pi k^{2}}}.
Auch sehr schnell konvergiert folgende Reihe:
{\displaystyle \varpi ={\frac {\pi }{\sqrt {2}}}\sum _{k=-\infty }^{\infty }\operatorname {sech} (\pi k)}
Niels Nielsen stellte 1906 mit Hilfe der Kummerschen Reihe der Gammafunktion einen Zusammenhang mit der Eulerschen Konstante {\displaystyle \gamma } her:
{\displaystyle \log \varpi ={\tfrac {1}{2}}\gamma -{\tfrac {1}{2}}\log 2+\log \pi +{\frac {2}{\pi }}\sum _{k=1}^{\infty }(-1)^{k}{\frac {\log(2k+1)}{2k+1}}}
Theodor Schneider bewies 1937 die Transzendenz von {\displaystyle \varpi }. Gregory Chudnovsky zeigte 1975, dass {\displaystyle \Gamma (1/4)} und somit auch {\displaystyle \varpi } algebraisch unabhängig von {\displaystyle \pi } ist.

### Unendliche Produkte
Analog zum Wallisschen Produkt lassen sich für die lemniskatische Konstante folgende Produktreihen entwickeln:
{\displaystyle \varpi =2\prod _{k=0}^{\infty }{\frac {(4k+3)(4k+4)}{(4k+2)(4k+5)}}={\sqrt {2}}\prod _{k=0}^{\infty }{\frac {(4k+2)(4k+4)}{(4k+1)(4k+5)}}}
Folgende Produktreihen konvergieren sehr schnell:
{\displaystyle \varpi =\pi \prod _{k=1}^{\infty }\tanh(\pi k/2)^{2}={\frac {\pi }{\sqrt[{4}]{2}}}\prod _{k=1}^{\infty }\tanh(\pi k)^{2}}

## Elliptische Integrale

### Vollständige elliptische Integrale K und E

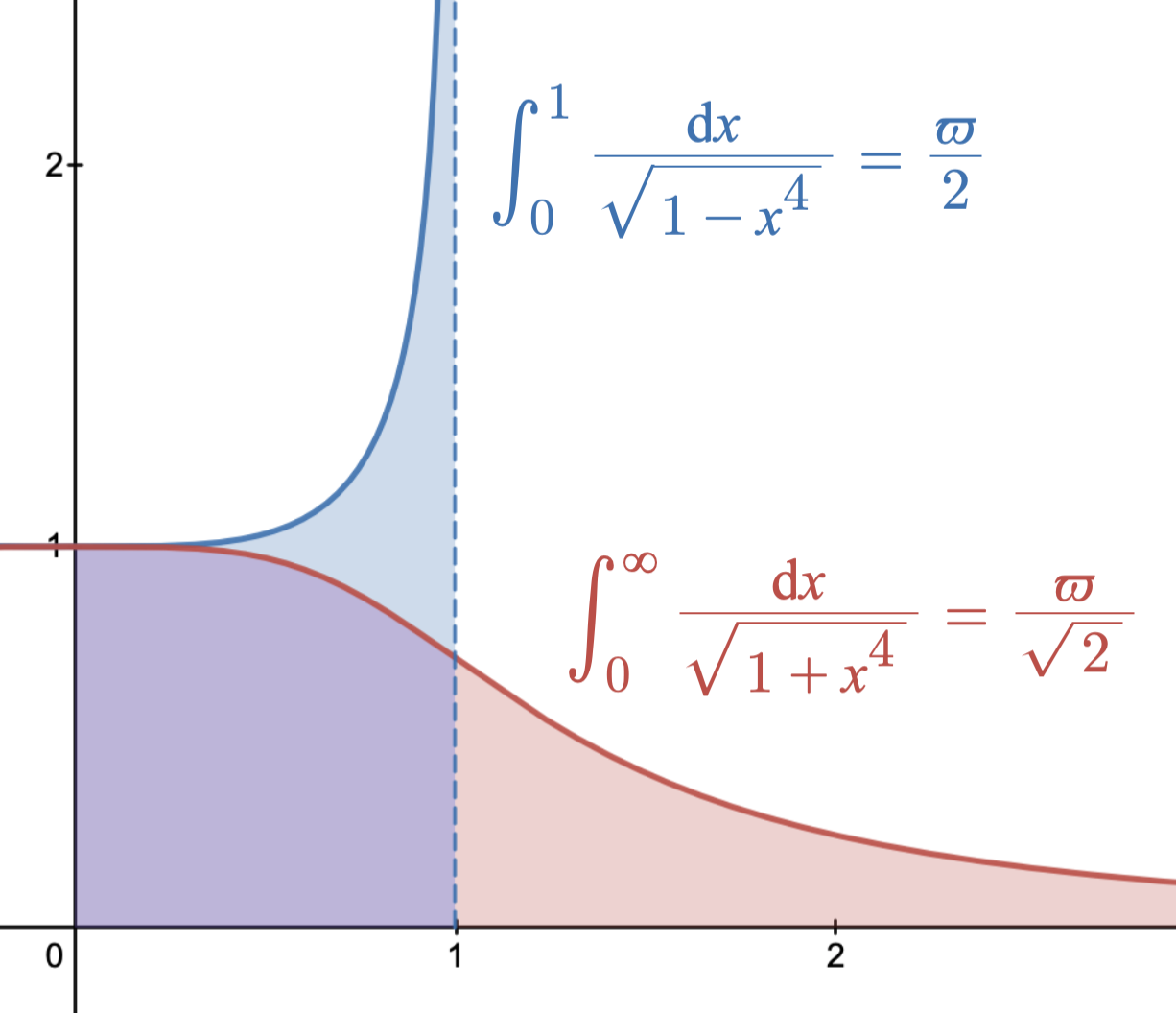
Lemniskatisch elliptische Integrale

Mit dem vollständigen elliptischen Integral erster Art lässt sich die lemniskatische Konstante auf verschiedene Weise darstellen:
{\displaystyle \varpi ={\sqrt {2}}K\left({\frac {1}{\sqrt {2}}}\right)=4({\sqrt {2}}-1)K[({\sqrt {2}}-1)^{2}]={\sqrt[{4}]{27}}({\sqrt {3}}-1)K\left[{\frac {1}{2}}({\sqrt {3}}-1)({\sqrt {2}}-{\sqrt[{4}]{3}})\right]=}
{\displaystyle =8({\sqrt {2}}+1)^{2}({\sqrt[{4}]{2}}-1)^{2}K[({\sqrt {2}}+1)^{2}({\sqrt[{4}]{2}}-1)^{4}]=5{\sqrt {2}}({\sqrt {5}}-2)K\left[{\frac {1}{\sqrt {2}}}({\sqrt {5}}-2)(3-2{\sqrt[{4}]{5}})\right]}
Die lemniskatische Konstante kann auch ausschließlich mit Ellipsenumfängen und somit mit elliptischen Integralen zweiter Art dargestellt werden:
{\displaystyle \varpi =(2+{\sqrt {2}})E[({\sqrt {2}}-1)^{2}]-2E\left({\frac {1}{\sqrt {2}}}\right)=}
{\displaystyle ={\frac {3}{2}}(2{\sqrt {2}}+{\sqrt {6}}-{\sqrt[{4}]{27}}-{\sqrt[{4}]{3}})E\left[{\frac {1}{2}}({\sqrt {3}}-1)({\sqrt {2}}-{\sqrt[{4}]{3}})\right]-{\frac {1}{2}}(3{\sqrt[{4}]{3}}+{\sqrt[{4}]{27}}-3{\sqrt {2}})E\left({\frac {1}{\sqrt {2}}}\right)}
Dabei ist E(k) das Verhältnis des Viertelumfangs zur längeren Halbachse bei derjenigen Ellipse, bei welcher die numerische Exzentrizität den Wert k annimmt.

### Liste bestimmter elliptischer Integrale erster Art
Folgende weitere Integrale involvieren die lemniskatische Konstante:
{\displaystyle \int _{0}^{1}{\frac {1}{\sqrt {x^{4}+1}}}\,\mathrm {d} x={\frac {\varpi }{2{\sqrt {2}}}}}
{\displaystyle \int _{0}^{1}{\frac {1}{(1-x^{4})^{3/4}}}\,\mathrm {d} x={\frac {\varpi }{\sqrt {2}}}}
{\displaystyle \int _{0}^{1}{\frac {1}{(1-x^{2})^{3/4}}}\,\mathrm {d} x=\varpi }
{\displaystyle \int _{0}^{\infty }{\sqrt {\operatorname {sech} (x)}}\,\mathrm {d} x=\varpi }
{\displaystyle \int _{0}^{\pi /2}{\sqrt {\operatorname {sec} (x)}}\,\mathrm {d} x=\varpi }

### Herleitung der elliptischen Integrale zweiter Art
Nach der Kettenregel gelten folgende vier Ableitungen:
{\displaystyle {\frac {\mathrm {d} }{\mathrm {d} x}}{\biggl (}\int _{0}^{1}{\frac {x}{\sqrt {1-x^{4}y^{4}}}}\,\mathrm {d} y{\biggr )}={\frac {1}{\sqrt {1-x^{4}}}}}
{\displaystyle {\frac {\mathrm {d} }{\mathrm {d} x}}{\biggl (}\int _{0}^{1}{\frac {x^{3}y^{2}}{\sqrt {1-x^{4}y^{4}}}}\mathrm {d} y{\biggr )}={\frac {x^{2}}{\sqrt {1-x^{4}}}}}
{\displaystyle {\frac {\mathrm {d} }{\mathrm {d} x}}{\biggl \{}{\frac {y^{2}+1}{2y^{2}}}{\biggl [}{\text{artanh}}{\bigl (}y^{2}{\bigr )}-{\text{artanh}}{\biggl (}{\frac {{\sqrt {1-x^{4}}}\,y^{2}}{\sqrt {1-x^{4}y^{4}}}}{\biggr )}{\biggr ]}{\biggr \}}={\frac {x^{3}(y^{2}+1)}{\sqrt {(1-x^{4})(1-x^{4}y^{4})}}}}
{\displaystyle {\frac {\mathrm {d} }{\mathrm {d} y}}{\biggl [}\arctan(y)-{\frac {1-y^{2}}{2y}}{\text{artanh}}(y^{2}){\biggr ]}={\frac {y^{2}+1}{2y^{2}}}\operatorname {artanh} (y^{2})}
Im Folgenden werden zwei Gleichungsketten synthetisiert und danach gleichgesetzt:
Der Hauptsatz der Differential- und Integralrechnung wird auf folgende Weise angewendet:
{\displaystyle \int _{0}^{1}{\frac {\mathrm {d} }{\mathrm {d} x}}{\biggl (}\int _{0}^{1}{\frac {x}{\sqrt {1-x^{4}y^{4}}}}\mathrm {d} y\int _{0}^{1}{\frac {x^{3}y^{2}}{\sqrt {1-x^{4}y^{4}}}}\mathrm {d} y{\biggr )}\mathrm {d} x=}
{\displaystyle ={\biggl [}\int _{0}^{1}{\frac {x}{\sqrt {1-x^{4}y^{4}}}}\mathrm {d} y\int _{0}^{1}{\frac {x^{3}y^{2}}{\sqrt {1-x^{4}y^{4}}}}\mathrm {d} y{\biggr ]}_{x=0}^{x=1}=}
{\displaystyle =\int _{0}^{1}{\frac {1}{\sqrt {1-y^{4}}}}\mathrm {d} y\int _{0}^{1}{\frac {y^{2}}{\sqrt {1-y^{4}}}}\mathrm {d} y={\frac {\varpi }{2}}\int _{0}^{1}{\frac {x^{2}}{\sqrt {1-x^{4}}}}\mathrm {d} x}
Das Produkt folgender zwei Integrale lässt sich dann mit der Produktregel und dem Satz von Fubini auf folgende Weise umformen:
{\displaystyle \int _{0}^{1}{\frac {\mathrm {d} }{\mathrm {d} x}}{\biggl (}\int _{0}^{1}{\frac {x}{\sqrt {1-x^{4}y^{4}}}}\mathrm {d} y\int _{0}^{1}{\frac {x^{3}y^{2}}{\sqrt {1-x^{4}y^{4}}}}\mathrm {d} y{\biggr )}\mathrm {d} x=}
{\displaystyle =\int _{0}^{1}{\biggl (}{\frac {1}{\sqrt {1-x^{4}}}}\int _{0}^{1}{\frac {x^{3}y^{2}}{\sqrt {1-x^{4}y^{4}}}}\mathrm {d} y+{\frac {x^{2}}{\sqrt {1-x^{4}}}}\int _{0}^{1}{\frac {x}{\sqrt {1-x^{4}y^{4}}}}\mathrm {d} y{\biggr )}\mathrm {d} x=}
{\displaystyle =\int _{0}^{1}\int _{0}^{1}{\frac {x^{3}(y^{2}+1)}{\sqrt {(1-x^{4})(1-x^{4}y^{4})}}}\,\mathrm {d} y\,\mathrm {d} x=\int _{0}^{1}\int _{0}^{1}{\frac {x^{3}(y^{2}+1)}{\sqrt {(1-x^{4})(1-x^{4}y^{4})}}}\,\mathrm {d} x\,\mathrm {d} y=}
{\displaystyle =\int _{0}^{1}\int _{0}^{1}{\frac {\mathrm {d} }{\mathrm {d} x}}{\biggl \{}{\frac {y^{2}+1}{2y^{2}}}{\biggl [}{\text{artanh}}{\bigl (}y^{2}{\bigr )}-{\text{artanh}}{\biggl (}{\frac {{\sqrt {1-x^{4}}}\,y^{2}}{\sqrt {1-x^{4}y^{4}}}}{\biggr )}{\biggr ]}{\biggr \}}\,\mathrm {d} x\,\mathrm {d} y=}
{\displaystyle =\int _{0}^{1}{\frac {y^{2}+1}{2y^{2}}}\operatorname {artanh} (y^{2})\,\mathrm {d} y=\int _{0}^{1}{\frac {\mathrm {d} }{\mathrm {d} y}}{\biggl [}\arctan(y)-{\frac {1-y^{2}}{2y}}{\text{artanh}}(y^{2}){\biggr ]}\mathrm {d} y=}
{\displaystyle ={\biggl [}\arctan(y)-{\frac {1-y^{2}}{2y}}{\text{artanh}}(y^{2}){\biggr ]}_{y=0}^{y=1}=\arctan(1)={\frac {\pi }{4}}}
Denn nach der Regel von de L’Hospital gilt:
{\displaystyle \lim _{y\rightarrow 0}{\frac {1-y^{2}}{2y}}{\text{artanh}}(y^{2})=0}
{\displaystyle \lim _{y\rightarrow 1}{\frac {1-y^{2}}{2y}}{\text{artanh}}(y^{2})=0}
Durch Gleichsetzung der beiden aufgestellten Gleichungsketten folgt:
{\displaystyle {\frac {\varpi }{2}}\int _{0}^{1}{\frac {x^{2}}{\sqrt {1-x^{4}}}}\mathrm {d} x={\frac {\pi }{4}}}
{\displaystyle \int _{0}^{1}{\frac {x^{2}}{\sqrt {1-x^{4}}}}\mathrm {d} x={\frac {\pi }{2\varpi }}}

### Liste bestimmter elliptischer Integrale zweiter Art
Aus dem soeben gezeigten Endresultat lassen sich folgende Integrale herleiten:
{\displaystyle \int _{0}^{1}{\frac {\sqrt {x^{4}+1}}{(x^{2}+1)^{2}}}\,\mathrm {d} x={\frac {1}{4{\sqrt {2}}}}\left(\varpi +{\frac {\pi }{\varpi }}\right)}
{\displaystyle \int _{0}^{1}{\frac {x^{2}}{(x^{4}+1)^{3/2}}}\,\mathrm {d} x={\frac {\pi }{4{\sqrt {2}}\,\varpi }}}
{\displaystyle \int _{0}^{1}{\frac {1}{(1-x^{2})^{1/4}}}\,\mathrm {d} x={\frac {\pi }{\varpi }}}
{\displaystyle \int _{0}^{\infty }{\sqrt {\operatorname {sech} (x)^{3}}}\,\mathrm {d} x={\frac {\pi }{\varpi }}}

### Weitere bestimmte elliptische Integrale
Diese beiden elliptischen Integrale dritter Art sind zueinander identisch:
{\displaystyle \int _{0}^{\infty }{\frac {x^{2}}{(x^{2}+1){\sqrt {x^{4}+1}}}}\,\mathrm {d} x=\int _{0}^{\infty }{\frac {1}{(x^{2}+1){\sqrt {x^{4}+1}}}}\,\mathrm {d} x}
In der Stammfunktion von der ersten Funktion bewirkt die Substitution von x durch die Kehrwertfunktion 1/x und die anschließende Negativsetzung die Bildung der Stammfunktion von der zweiten Funktion. Außerdem gilt folgende Aufsummierung:
{\displaystyle \int _{0}^{\infty }{\frac {x^{2}}{(x^{2}+1){\sqrt {x^{4}+1}}}}\,\mathrm {d} x+\int _{0}^{\infty }{\frac {1}{(x^{2}+1){\sqrt {x^{4}+1}}}}\,\mathrm {d} x=\int _{0}^{\infty }{\frac {1}{\sqrt {x^{4}+1}}}\,\mathrm {d} x={\frac {\varpi }{\sqrt {2}}}}
Daraus folgt:
{\displaystyle \int _{0}^{\infty }{\frac {x^{2}}{(x^{2}+1){\sqrt {x^{4}+1}}}}\,\mathrm {d} x={\frac {\varpi }{2{\sqrt {2}}}}}
{\displaystyle \int _{0}^{\infty }{\frac {1}{(x^{2}+1){\sqrt {x^{4}+1}}}}\,\mathrm {d} x={\frac {\varpi }{2{\sqrt {2}}}}}
Wie bereits oben erwähnt ist diese Integralformel gültig:
{\displaystyle \Gamma ({\frac {5}{4}})=\int _{0}^{\infty }\exp(-x^{4})\,\mathrm {d} x=2^{-5/4}\pi ^{1/4}\varpi ^{1/2}}
Basierend auf dem Eulerschen Ergänzungssatz über die Gammafunktion hat folgendes Integralprodukt den nachfolgenden Wert:
{\displaystyle {\biggl [}\int _{0}^{\infty }\exp(-x^{4})\,\mathrm {d} x{\biggr ]}{\biggl [}\int _{0}^{\infty }x^{2}\exp(-x^{4})\,\mathrm {d} x{\biggr ]}={\frac {\pi }{8{\sqrt {2}}}}}
Im Zusammenhang mit der Gammafunktion gilt somit jenes Integral:
{\displaystyle {\frac {1}{4}}\Gamma ({\frac {3}{4}})=\int _{0}^{\infty }x^{2}\exp(-x^{4})\,\mathrm {d} x=2^{-9/4}\pi ^{3/4}\varpi ^{-1/2}}

### Ellipsenumfang

Ellipse mit den Werten: a = √2b und U = (2ϖ + 2π/ϖ)b

Bei einer Ellipse, in welcher sich die größere Halbachse zur kleineren Halbachse in der Quadratwurzel aus Zwei verhält, nimmt das Verhältnis des Ellipsenumfangs zur kleineren Halbachse den Wert 2ϖ + 2π/ϖ an. Diese Tatsache wird im nun Folgenden bewiesen:
{\displaystyle U/b=4{\sqrt {2}}E{\bigl (}{\frac {1}{\sqrt {2}}}{\bigr )}=4\int _{0}^{1}{\sqrt {{\bigl (}{\frac {\mathrm {d} }{\mathrm {d} x}}{\sqrt {2-2x^{2}}}{\bigr )}^{2}+1}}\,\mathrm {d} x=4\int _{0}^{1}{\sqrt {{\frac {2x^{2}}{1-x^{2}}}+1}}\,\mathrm {d} x=4\int _{0}^{1}{\frac {1+x^{2}}{\sqrt {1-x^{4}}}}\mathrm {d} x=}
{\displaystyle =4\int _{0}^{1}{\frac {1}{\sqrt {1-x^{4}}}}\mathrm {d} x+4\int _{0}^{1}{\frac {x^{2}}{\sqrt {1-x^{4}}}}\mathrm {d} x=2\varpi +{\frac {2\pi }{\varpi }}}
Somit gilt für diese Ellipse:
{\displaystyle U=({\sqrt {2}}\varpi +{\sqrt {2}}\pi \varpi ^{-1})a=(2\varpi +2\pi \varpi ^{-1})b}
In dieser Tabelle werden mehrere Ellipsen mit ihren Umfangsverhältnissen aufgelistet:
| Kleinere Halbachse/Größere Halbachse                                 | Umfang/Größere Halbachse                                                                                                   |
| -------------------------------------------------------------------- | --- |
| {\displaystyle {\tfrac {1}{2}}{\sqrt {2}}}                           | {\displaystyle {\sqrt {2}}\varpi +{\sqrt {2}}\pi \varpi ^{-1}}                                                             |
| {\displaystyle 2{\sqrt[{4}]{2}}({\sqrt {2}}-1)}                      | {\displaystyle 2\varpi +2({\sqrt {2}}-1)\pi \varpi ^{-1}}                                                                  |
| {\displaystyle 2^{13/8}({\sqrt {2}}+1)^{5/2}({\sqrt[{4}]{2}}-1)^{2}} | {\displaystyle 2({\sqrt {2}}+1)^{2}({\sqrt[{4}]{2}}-1)\varpi +2({\sqrt {2}}+1)^{2}({\sqrt[{4}]{2}}-1)^{2}\pi \varpi ^{-1}} |